# Красносельськ (Ульяновська область)
Красносельськ (рос. Красносельск) — селище в Новоспаському районі Ульяновської області Російської Федерації.
Населення становить 773 особи. Входить до складу муніципального утворення Красносельське сільське поселення.

## Історія
Від 2004 року входить до складу муніципального утворення Красносельське сільське поселення.

## Населення
| 2010 |
| ---- |
| 773  |